# Rejon wasylowski (1923–2020)
Rejon wasylowski – jednostka administracyjna wchodząca w skład obwodu zaporoskiego Ukrainy.
Rejon utworzony w 1923, ma powierzchnię 1620 km² i liczy około 69 tysięcy mieszkańców. Siedzibą władz rejonu jest Wasylówka.
Na terenie rejonu znajdują się 2 miejskie rady, 1 osiedlowa rada i 11 silskich rad, obejmujących w sumie 35 wsi.